# Mycodrosophila rika
Mycodrosophila rika är en tvåvingeart som beskrevs av Vasily S. Sidorenko 1999. Mycodrosophila rika ingår i släktet Mycodrosophila och familjen daggflugor.
Artens utbredningsområde är Vietnam. Inga underarter finns listade i Catalogue of Life.